# 紐科姆 (馬里蘭州)
紐科姆（英語：Newcomb）是位於美國馬里蘭州塔爾博特縣的一個非建制地區。

## 地理
紐科姆所處的海拔為高於海平面2米（即7英呎），而該地所採用的時區為UTC-5，即北美东部時區（EST）。同時該地設有夏令時間，為UTC-5調快一小時，即UTC-4（EDT）。